# Nightwing
Nightwing е пети студиен албум на блек метъл групата Marduk. Тематиката на албума е кръв, а в следващите Panzer Division Marduk и La Grande Danse Macabre са война и смърт. Това формира трилогията Blood, War and Death, което е визията на Marduk за това, което е блек метъла. През 2008 г. е преиздаден с друга обложка и концертно DVD от Ротердам (1988).
Албумът е разделен на две части: първата е с обичайните сатанински текстове за групата, а втората разказва историята на Влад Цепеш, владетел на Влахия, който се противопоставя на османските нашественици в Европа.

## Състав
- Ерик „Легиън“ Хагщедт – вокали
- Морган „Ивъл“ Хякансон – китара
- Роджър „Боги“ Свенсон – бас
- Фредрик Андерсон – барабани

## Песни
| 1. | Preludium         | 2:09 |
| 2. | Bloodtide (XXX)   | 6:43 |
| 3. | Of Hells Fire     | 5:22 |
| 4. | Slay the Nazarene | 3:48 |
| 5. | Nightwing         | 7:34 |

| 6.  | Dreams of Blood and Iron       | 6:19 |
| 7.  | Dracole Wayda                  | 4:07 |
| 8.  | Kaziklu Bey (The Lord Impaler) | 4:02 |
| 9.  | Deme Quaden Thyrane            | 5:06 |
| 10. | Anno Domini 1476               | 2:13 |